# Kayyambahalli, Tirumakudal Narsipur
Kayyambahalli là một làng thuộc tehsil Tirumakudal Narsipur, huyện Mysore, bang Karnataka, Ấn Độ.